# Гоорский сельсовет
Гоорский сельсовет — административно-территориальная единица и муниципальное образование со статусом сельского поселения в Шамильском районе Дагестана Российской Федерации.
Административный центр — село Гоор.

## Население
| 2002  | 2010  | 2012  | 2013  | 2014  | 2015  | 2016  |
| ----- | ----- | ----- | ----- | ----- | ----- | ----- |
| 877   | ↗1078 | ↘1068 | ↘1058 | ↘1049 | ↗1053 | ↘1038 |
| 2017  | 2018  | 2019  | 2020  | 2021  | 2023  | 2024  |
| ↘1036 | ↘1020 | ↗1027 | ↘1014 | ↘894  | ↗922  | ↘921  |
| 2025  |       |       |       |       |       |       |
| ↗928  |       |       |       |       |       |       |

## Состав
| № | Населённый пункт | Тип населённого пункта       | Население |
| - | ---------------- | ---------------------------- | --------- |
| 1 | Гоор             | село, административный центр | ↘707      |
| 2 | Гоор-Хиндах      | село                         | ↘187      |